# Herminia denticornalis
Herminia denticornalis là một loài bướm đêm trong họ Noctuidae.